# Thea Gill
Thea Louise Gill, född 5 april 1970 i Vancouver i British Columbia, är en kanadensisk skådespelerska. Hon är mest känd för rollen som Lindsay Peterson, i Showtimeserien Queer as Folk. Hon innehade denna roll från när serien satte igång år 2000, tills det att den lades ner år 2005.
Thea Gill är sedan år 2013 i ett förhållande tillsammans med den kvinnliga författaren Gina Glass. Innan dess så var hon gift tillsammans med den också kanadensiske skådespelaren Brian Richmond, vilket hon var mellan åren 1993 och 2009.

## Filmografi (i urval)

### Filmer
- 2007 – Slaktaren
- 2013 – Stonados (TV-film)
- 2016 – Alla tiders kvinnor

### TV-serier
- 1998 – Uppdrag Chicago (TV-serie)
- 2000–2005 – Queer as Folk (TV-serie)
- 2001 – I skuggan av Judy Garland (TV-serie)
- 2004 – Andromeda (TV-serie)
- 2005 – Masters of Horror (TV-serie)
- 2009 – Ghost Whisperer (TV-serie)
- 2014 – Castle (TV-serie)